# Nina & Kim
Nina & Kim var en popduo bestående av sångerskorna Nina Inhammar och Kim Kärnfalk, före detta medlemmar i det upplösta dansbandet Friends.
Duon Nina & Kim bildades i början av år 2003 av sångerskorna i det numera splittrade dansbandet Friends, Nina Inhammar och Kim Kärnfalk. 2004 deltog de i Melodifestivalen tillsammans för fjärde gången (tre gånger tidigare med Friends) med låten En gång för alla som inte gick hem hos tillräckligt många av de tittare som röstade och kvalificerade sig därmed inte till finalen i Globen. Den 7 april 2004 gavs deras debutalbum En annan tid ut. 2004 sjöng de Pride-låten för Stockholm Pride, den hette Universe of Love och var egentligen en engelskspråkig version av Bortom tid och rum.
Efter en lång tids depression valde Nina i december 2006 att avsluta sin musikaliska karriär. Kim kom dock att fortsätta som soloartist. Deras sista gemensamma konsert hölls i Helsingborg den 16 december 2006.
I augusti 2012 gjorde de ett bejublat framträdande i schlagerkvällen under Stockholm Pride.

## Diskografi

### Singlar
- "Om du stannar hos mig", singel, Bonnier Music, 2003
- "Bortom tid och rum", singel, Bonnier Music, 2004
- "Hallå hela pressen" / "Universe of Love", singel, Bonnier Music, 2004

### Album
- En annan tid, album, Bonnier Music, 2004

### Fotnoter
1. ↑  ”Aftonbladet”. 17 december 2006. http://www.aftonbladet.se/nojesbladet/musik/article11017646.ab. Läst 8 juli 2011.